# Brezine (Lipik)
Brezine (1910 és 1981 között Brezine Kukunjevačke) falu Horvátországban Pozsega-Szlavónia megyében. Közigazgatásilag Lipikhez tartozik.

## Fekvése
Pozsegától légvonalban 52, közúton 65 km-re északnyugatra, községközpontjától légvonalban és közúton 11 km-re északnyugatra, Nyugat-Szlavóniában fekszik. Keletről Kukunjevac, nyugatról Gaj, délről Janja Lipa falvak határolják. A falu egy délnyugat-északkeleti irányú, majd keleti irányba forduló 5 km hosszú dombháton fekszik, vele párhuzamosan, mintegy 500 méterre északnyugatra folyik a Bijela-patak. Határán áthalad a Banova Jaruga-Lipik vasútvonal.

## Története
A település régészeti leletekben gazdag határa arról tanúskodik, hogy itt már ősidők óta élénk emberi élet folyt. A legrégibb leletek a Kutina-Dobrovac gázvezeték építésekor a „Greda” nevű lelőhelyen kerültek elő. Greda egy kelet–nyugati irányú hosszan elnyúló dombhát, mely dél felé a Pakra völgyére, az északi oldalon pedig a kis Krivajac-patak völgye felé lejt. Déli lejtőit átszeli a Banova Jaruga-Lipik vasútvonal, míg északi részét erdő borítja. A terület mezőgazdaságilag megművelt részén bronzkori cseréptöredékeket találtak, mely annak bizonyítéka, hogy ez a terület már a történelem előtti időben is lakott volt. Ugyancsak a gázvezeték építésekor tártak fel három középkori lelőhelyet. A Krčevine lelőhely a Krivajac-patak északi oldalán egy enyhe magaslaton található. Az itt talált cseréptöredékek középkori településre utalnak. A „Stupa” régészeti lelőhely a Krivajactól északra egy kelet–nyugati irányú dombon található, melyek a Brezine-Janja Lipa út szel át, keleti határán pedig a vasútvonal húzódik. Itt is középkori cseréptöredékek kerültek elő. A Donje polje lelőhely ugyancsak középkori cseréptöredékekkel egy a Krivajactól északra fekvő szántóterületen található. Mindez arra utal, hogy Brezine határában a középkorban több település is létezett. 
A térséget a 16. század közepén szállta meg a török. A lakosság legnagyobb része az ország biztonságosabb részeire menekült, másokat rabságba hurcoltak. A település területe azonban úgy látszik nem maradt lakatlan. Erre utal, hogy mélyszántás alkalmával, majd 1897-ben a vasút építésekor a „Varošine” nevű területen sok régi téglát fordítottak ki a földből. A Bujavica-hegy lábánál a „Slatina” nevű szántóföld felett török vár állhatott, mely az idők során megsemmisült.
A török uralom után a területre a 17. század végétől folyamatosan telepítették be a keresztény lakosságot. Miután újraalakították Pozsega vármegyét területe a pakráci uradalom része lett. A mai település a 18. század elején keletkezett, 1736-ban már szerepel az uradalom falvainak összeírásában. Neve a nyírfa horvát „breza” nevéből származik, melyet arról kapott, hogy a falutól keletre eső, a mai vasútig terjedő területen sok nyírfa nőtt. Szent Andrásnak szentelt fakápolnáját 1757-ben említi először az egyházi vizitáció. Több tulajdonos után 1760-ban a vármegye főispánjának gróf daruvári Jankovich Antalnak a birtoka lett. Az első katonai felmérés térképén „Dorf Brezine” néven találjuk. 1857-ben 245, 1910-ben 657 lakosa volt. 1910-ben a népszámlálás adatai szerint lakosságának 76%-a horvát, 7%-a magyar, 6%-a cseh, 4-4%-a szerb és szlovák anyanyelvű volt. Pozsega vármegye Daruvári járásának része volt. Az első világháború után 1918-ban az új szerb-horvát-szlovén állam, majd később (1929-ben) Jugoszlávia része lett. 1991-ben lakosságának 83%-a horvát, 5%-a szerb nemzetiségű volt. 2011-ben 221 lakosa volt.

## Lakossága
| Lakosság változása | Lakosság változása | Lakosság változása | Lakosság változása | Lakosság változása | Lakosság változása | Lakosság változása | Lakosság változása | Lakosság változása | Lakosság változása | Lakosság változása | Lakosság változása | Lakosság változása | Lakosság változása | Lakosság változása | Lakosság változása |
| ------------------ | ------------------ | ------------------ | ------------------ | ------------------ | ------------------ | ------------------ | ------------------ | ------------------ | ------------------ | ------------------ | ------------------ | ------------------ | ------------------ | ------------------ | ------------------ |
| 1857               | 1869               | 1880               | 1890               | 1900               | 1910               | 1921               | 1931               | 1948               | 1953               | 1961               | 1971               | 1981               | 1991               | 2001               | 2011               |
| 245                | 287                | 342                | 542                | 595                | 657                | 625                | 698                | 646                | 644                | 555                | 468                | 374                | 308                | 261                | 221                |

## Nevezetességei
Szent András apostol apostol tiszteletére szentelt kápolnája. A kápolna elődje még a 18. század első felében épült, de ezt 1763-ban rossz állapota miatt le kellett bontani. Ekkor építették a mai kápolnát tölgyfapalánkból, eltérő színű deszkákból épített kis toronnyal. Padlózata földes volt, a homlokzatot és a belső falakat sárral bevont vesszőfonadékkal borították. Az oltárt a fából készített menzával a pakráci plébániatemplomból hozták át ide, közepét Szent András vászonra festett képe díszíti. 1783 és 1810 között a kápolna északi oldalához sekrestyét építettek. A bejárat előtti előcsarnokot valószínűleg az 1911. évi felújításkor építették. 1932-ben a padlózatot téglával burkolták, mely a mai napig fennmaradt. A kápolnába rombusz alakú deszkákból összeállított egyszárnyú ajtón át lehet bejutni. Belül a kápolna felszerelése szegényes. A sokszögű szentélyt alacsony küszöbbel és mennyezetgerendával választották el a hajótól. A kápolna síkmennyezetű, melyet égszínkékre festettek és aranyszínű csillagokkal díszítettek. Az ablakok egykor a méhek által készített lép formájában készített ólomkeretbe illesztett hatszögletű üveggel voltak beüvegezve. Ma már ebből semmi sem látszik, csakúgy mint a barokk oltár sem, melyet rossz állapota miatt újra cseréltek. A kápolna a falu viszonylagos elzártsága miatt maradhatott fenn. 1932-ben az akkori plébános rábeszélte a helyieket egy új, falazott kápolna építésére. 1941-ben már meg is vásárolták hozzá a téglát, de a bontási munkákat a második világháború megakadályozta. A háború után a téglát elszállították, és a közösségi házat építették fel belőle. Így a kommunista hatóságot akaratlanul is hozzájárultak ennek az építészeti emléknek a megőrzéséhez, amely a térség egyetlen fából épített szakrális épülete. A délszláv háború idején 1991-ben a kápolna a szerb felkelők és a jugoszláv hadsereg által súlyos károkat szenvedett, de 1998-ban teljesen megújították.
A Bijela-patakon egy régi malom található.

## Gazdaság
A település lakói főként mezőgazdaságból élnek. 

## Oktatás
A helyi oktatás kezdeteiről 1897-ből történik említés, amikor a falu első tanítója Luka Lukiċ volt.

## Egyesületek
DVD Brezine önkéntes tűzoltóegylet.